# Жердев, Николай Прокофьевич
Никола́й Проко́фьевич Же́рдев (5 мая 1911 — 15 ноября 1942) — советский военный лётчик, Герой Советского Союза.

## Биография
Родился 5 мая 1911 года на руднике Рутченково в Юзовке — Сталино (ныне в черте города Донецка) в семье рабочего. Русский.
Окончил Мариупольский механико-металлургический техникум. Работал механиком-конструктором на заводе «Азовсталь», учился в аэроклубе. В РККА с 1931 года. Окончил Ворошиловградскую военную авиационную школу пилотов. Член ВКП(б) с 1939 года.
После окончания школы в 1936 году служил младшим лётчиком 56-й истребительной авиационной эскадрильи. В 1938 году — командир звена 57-й истребительной авиационной эскадрильи 142-й истребительной авиационной бригады, дислоцировавшейся в Бобруйске.
Участвовал в национально-революционной войне испанского народа с марта 1938 года. Дважды на этой войне было зафиксировано использование воздушного тарана: советские летчики-добровольцы Е. Н. Степанов и Н. П. Жердев применили этот приём во время Гражданской войны в Испании. В частности Николай Жердев 13 июля 1938 года в воздушном бою на истребителе И-16 таранил вражеский бомбардировщик. Будучи командиром звена истребителей И-15, И-16, совершил 70 боевых вылетов, сбив лично 3 самолёта противника. Мужество и отвага Жердева были отмечены руководителем Компартии Испании Долорес Ибаррури. Советским правительством он был награждён орденом Ленина. В сентябре 1938 года вернулся на Родину.
Участник боёв на реке Халхин-Гол в 1939 году. Командир эскадрильи 70-го истребительного авиационного полка (1-я армейская группа) капитан Жердев Н. П. совершил 105 боевых вылетов, 14 штурмовых ударов по скоплениям живой силы противника, в 46-ти воздушных боях сбил лично 14 японских самолётов и ещё 42 самолёта в составе звена. Среди сбитых им японских лётчиков был, в частности, прославленный японский ас капитан Аратоки. 17 ноября 1939 года Н. Жердеву было присвоено звание Героя Советского Союза. Фактически он был первым представителем Донбасса, удостоенным этого звания.
Участник Великой Отечественной войны с 1941 года. Штурман 821-го истребительного авиационного полка (4-я воздушная армия, Северо-Кавказский фронт) майор Жердев Н. П. погиб в воздушном бою 15 ноября 1942 года.
Похоронен в селе Ботаюрт Хасавюртовского района Дагестанской АССР.

## Награды
- Медаль «Золотая Звезда»
- два ордена Ленина;
- орден Красного Знамени;

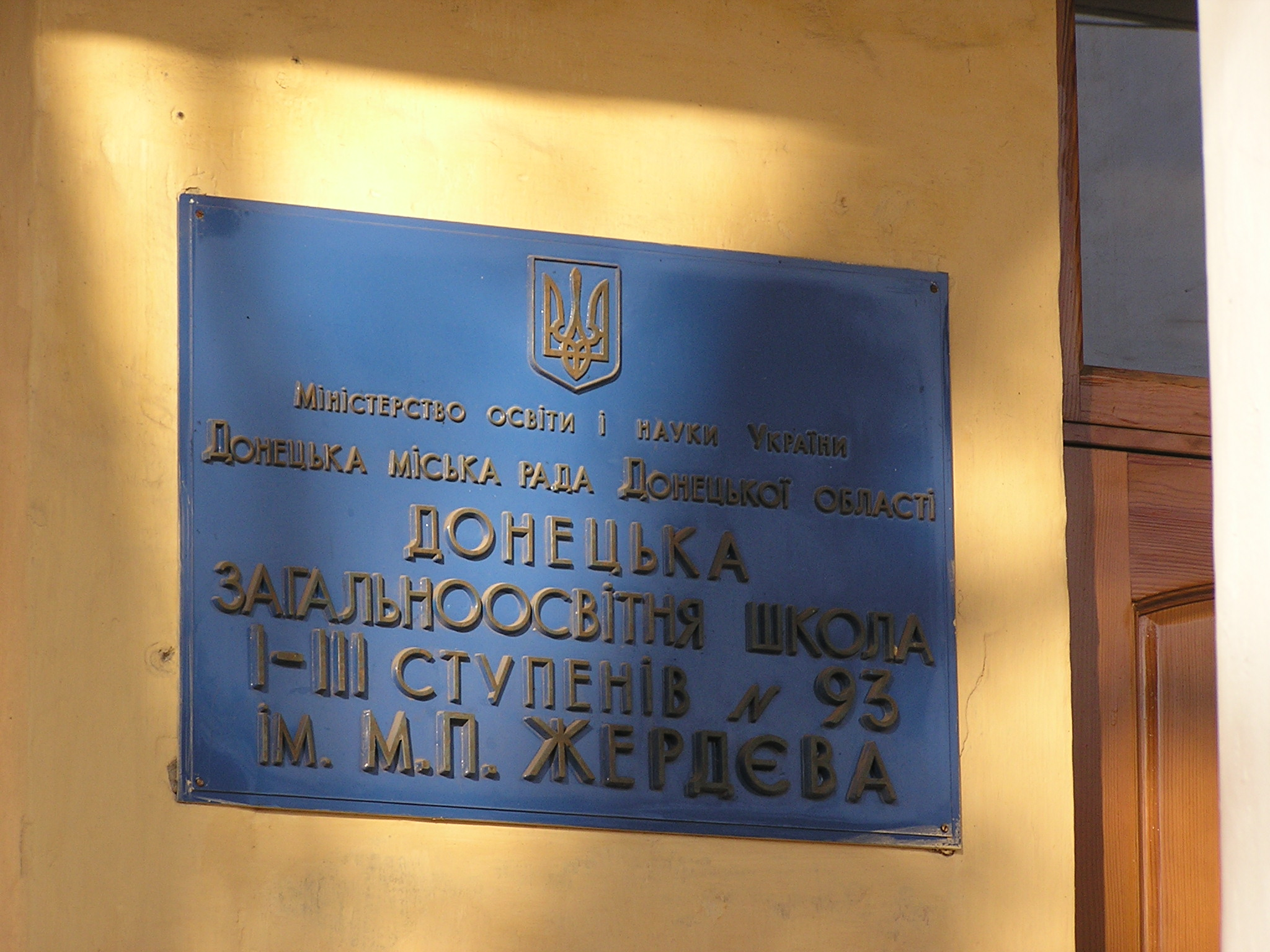
Донецкая школа № 93 имени Жердева

- орден Красного Знамени (Монголия);
- медали.

## Память
- В Донецке имя Героя носит улица в Кировском районе города и школа № 93, в которой он в своё время учился и на здании которой сейчас установлена мемориальная доска.
- В Улан-Удэ одна из улиц названа в его честь.(улица в Улан-Удэ названа в честь однофамильца Жердева Василия, революционера, погибшего при защите города от белочехов в 1918г.)
- в селе Ботаюрт Хасавюртовского района Республики Дагестан имя Героя носит средняя образовательная школа.